# 1967년 공공 방송법
1967년 공공 방송법(영어: Public Broadcasting Act of 1967, 47 U.S.C. § 396)은 미국 납세자들의 기금으로 미국 공영 방송 협회(CPB)에 연방 보조금을 지급하여 미국 공영 방송 사업자들에게 분배하는 민간비영리 단체인 미국 공영 방송 협회의 의회정관을 발효했다. 이 법안은 프레드 로저스("미스터 로저스"), NPR 설립자이자 올 싱스 컨시더드의 창시자인 로버트 콘리, 그리고 당시 미국 상원 통신 기술 소위원회 위원장이었던 로드아일랜드주의 존 O. 파스토레 상원의원을 포함한 많은 저명한 미국인들의 지지를 받았는데, 이들은 1967년 미국 하원 및 미국 상원 청문회에서 지지 의견을 표명했다.
이 법안은 미국 공영 방송 협회가 프로그램 다양성을 장려하고 촉진하며, 비상업 방송을 확대하고 발전시키는 임무를 맡겼다. 미국 공영 방송 협회는 지역 방송국이 혁신적인 프로그램을 만들도록 돕는 자금을 보유하여 전국적으로 공익 방송 서비스를 증가시킬 수 있게 되었다.

## 배경
교육용 텔레비전의 개선 필요성은 — 라디오는 처음에는 비상업 방송의 추가 개선에서 고려되지 않았다 — 1964년 민주당 강령에서 교육 전반의 강화와 미국 전역의 교육용 텔레비전 향상을 위한 조치를 요구하면서 시작되었다. 교육용 텔레비전에 대한 대중의 관심은 카네기 교육 텔레비전 위원회와 포드재단의 제안으로 촉발되었다.

## 조항

### 제목 I
공공 방송법 제목 I은 라디오와 텔레비전 양쪽의 교육 방송 업그레이드 비용을 상세히 설명하며, 교육 방송에 할당된 예산 중 각 주에 얼마의 금액이 지원될 수 있고 그 지원금이 어떻게 사용되는지를 명시한다.

### 제목 II
제목 II는 비영리 법인으로 미국 공영 방송 협회(CPB)를 설립하며, 비상업 교육용 텔레비전 및 라디오 네트워크와 프로그램의 제작, 개발 및 자금 지원을 돕고, 비상업 교육용 네트워크가 사용하고 대중에게 방송할 프로그램을 제작하는 임무를 맡긴다. 제작된 프로그램 중 논란의 여지가 있는 내용은 객관적이어야 하며 다양한 의견의 균형을 제시해야 한다. 마찬가지로, 협회는 어떤 정치 후보나 정당도 지지할 수 없다. CPB는 운영 첫 해에 사용할 9백만 달러를 부여받았으며, 이 중 25만 달러를 초과하는 금액은 비상업 교육 방송국에 지원될 수 없었다. 이 법은 또한 CPB를 초기에 설립하고 그 활동을 계속 촉진할 임무를 가진 대통령이 선택하고 상원이 승인한 15명의 개인으로 구성된 이사회의 설립을 요구한다. 이 이사들은 6년 임기로 봉사하며, 그 중 두 번 연속으로 봉사할 수 있다.

### 제목 III
제목 III은 보건, 교육, 복지부 장관이 교육 방송을 더욱 개선할 수 있는 방법을 파악하기 위해 연구를 수행하도록 허용하고 자금을 지원한다.

### 기타
1934년 통신법의 다른 부분에도 소규모 수정이 이루어졌는데, 이전에는 텔레비전과 직접 관련된 내용만 포함하고 있었으나, 이제 라디오 방송도 그 감독 범위에 포함시키게 되었다.

## 입법 이력
1967년 4월 11일, 상원 통신 소위원회는 1967년 공공 방송법에 대한 청문회를 개최했다. 청문회 진행 과정에서 모든 증인들은 법안의 일반적인 목적에 대해 지지를 표명했으며, 대다수는 현재 초안대로 법안이 통과되는 것을 지지했다. 증인들의 증언 대부분은 입법자들에게 증인들의 전문 분야와 관련된 특정 주제에 대한 CPB의 운영 방식에 대한 정보를 제공하는 데 중점을 두었지만, 법안의 조항에 추가, 제거 또는 수정을 정당화할 만한 아이디어나 제안은 아니었다. 일부는 미래의 미국 공영 방송 협회 운영에 정부가 개입하는 것에 대해 우려를 표명하며, 법인 설립 조항이 법인의 비정치적 성격을 충분히 강화하지 못한다고 걱정했다. 상업 방송 산업 출신의 몇몇 다른 증인들은 위원회에 CPB의 위성 기술 즉시 사용을 승인할 것을 촉구했다.

상원 본회의에서 법안에 대한 논의는 위원회를 통과한 법안의 통과에 대체로 찬성하는 분위기였으며, 법안의 원래 취지와 일치하는 몇 가지 수정안이 있었다. 그러나 하원에서는 그렇지 않았다. 하원 본회의 논의 중, 새뮤얼 L. 디바인이 제안한 수정안은 법안에서 CPB 설립에 관한 제목 II를 삭제하고 모든 비상업 방송국에 5백만 달러를 균등하게 분배하는 내용을 담고 있었다. 이 수정안은 167대 194의 호명 투표로 부결되었다. 앨버트 왓슨이 제안한 유사한 수정안은 단순히 제목 II를 삭제하는 내용이었으며, 이 또한 111대 120의 계수 투표로 거부되었다. 법안을 폐기하려는 이 두 개의 거부된 수정안은 남부 민주당원과 공화당 연합의 지지를 받았다.

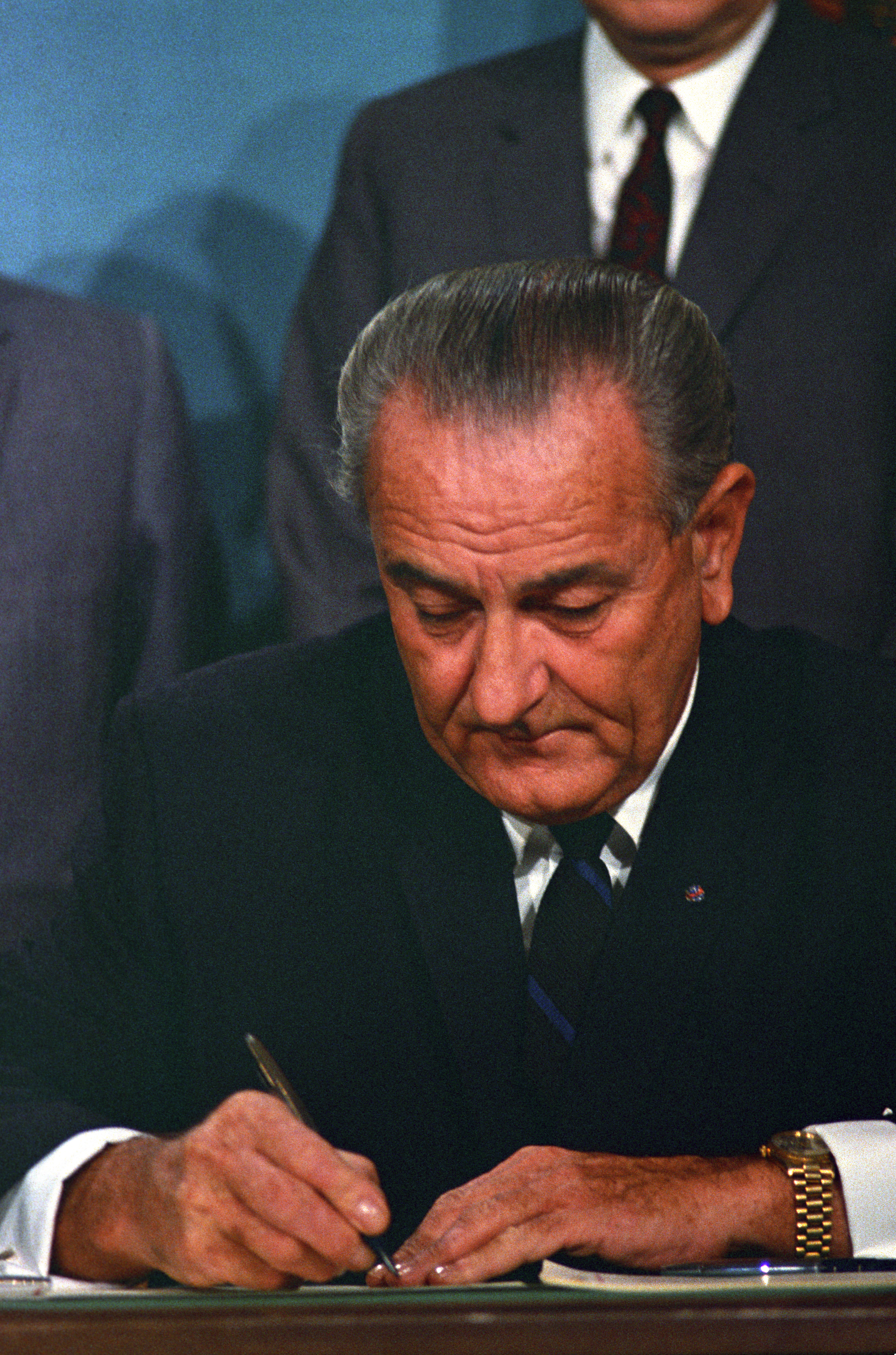
린든 B. 존슨 대통령이 1967년 11월 7일 법안에 서명한다.

이 법안은 원래 "공공 텔레비전법"으로 불리며 텔레비전에만 초점을 맞출 예정이어서 공영 라디오 지지자들을 걱정시켰다. 그러나 갑작스러운 행운의 변화로, 미시간주의 로버트 P. 그리핀 상원의원은 법안이 상원을 통과할 때 이름을 "공공 방송법"으로 변경할 것을 제안했다. 이는 1970년 내셔널 퍼블릭 라디오(NPR) 설립의 길을 열었다. 스카치 테이프로 추가된 마지막 순간 변경 사항을 포함한 여러 차례의 수정 끝에 미국 하원은 1967년 9월 21일 266대 91로 법안을 통과시켰으며, 51명은 "찬성" 투표를, 2명은 투표하지 않았다.
린든 B. 존슨 대통령이 1967년 11월 7일 이 법안에 서명하면서 그 목적을 다음과 같이 설명했다.
이 법은 우리 나라가 물질적 부 이상을 원하며, '모든 가정에 닭 한 마리' 이상을 원한다는 것을 세상에 알립니다. 미국에는 탁월함에 대한 갈망도 있습니다. 우리는 매일 새로운 상품을 생산하고 새로운 부를 창출하기 위해 노력하지만, 무엇보다도 인간의 정신을 풍요롭게 하고자 합니다. 이것이 이 법의 목적입니다.
이 법은 방송 시설에 대한 새로운 자금을 제공함으로써 교육용 라디오와 텔레비전에 더 넓고, 제가 생각하기에 더 강력한 목소리를 부여할 것입니다. 이 법은 국가 교실에서의 텔레비전 사용과 전 세계적인 잠재적 사용에 대한 대규모 연구를 시작할 것입니다. 마지막으로, 그리고 가장 중요한 것은 새로운 기관인 공영 방송 협회를 설립한다는 것입니다.
대부분의 정치 관찰자들은 이 법안을 미국의 건강, 복지, 교육 활동에 대한 정부 지원을 늘리기 위한 존슨의 "위대한 사회" 이니셔티브의 한 구성 요소로 보았다. 이 법안과 다른 문제들을 다루는 유사 법안이 받은 지지는 당시의 미국 내 자유주의적 합의를 반영했다.

## 교육용 텔레비전
1967년 공공 방송법에 의해 이루어진 진전 외에도, 교육용 텔레비전(ETV)과 같은 다른 분야도 발전했다. 연방 통신 위원회(FCC)는 1953년에 교육 방송국을 위해 거의 250개의 채널 주파수를 할당했지만, 7년 후에는 단 44개 방송국만이 운영되고 있었다. 그러나 1969년까지 방송국 수는 175개로 늘어났다.
매주, 전국 교육 텔레비전 및 라디오 센터(1963년에 내셔널 에듀케이셔널 텔레비전으로 이름 변경)는 전국 교육 방송국에 비교적 저렴한 프로그램을 몇 시간씩 방영했다. 이 프로그램들은 보스턴의 WGBH, 시카고의 WTTW, 샌프란시스코의 KQED와 같이 전국 각지의 수많은 방송국에서 제작되었다. 불행하게도, 상업 라디오와 텔레비전의 성장으로 인해, 자금력이 부족한 교육 프로그램은 미국 대중에게 대체로 무시되었다. 상업 네트워크와 방송국의 더 높은 예산은 작은 예산과 그에 따른 낮은 제작 가치 때문에 교육 프로그램이 시청자들의 관심을 끄는 것을 어렵게 만들었다.
이전에 교육 프로그램을 소량 방영했던 네트워크와 방송국들은 1960년대 초반부터 시청자를 더 많이 유치하고 더 많은 광고 수익을 얻기 위해 상업 오락 프로그램에 거의 전적으로 집중하기 시작하면서 교육 프로그램을 외면했다. 지역에서 운영되는 비영리 텔레비전 및 라디오는 "간극을 메우려" 노력했지만, 예산 제약으로 인한 기술적 격차(일반적으로 지자체, 주 또는 대학의 연간 예산에 한 줄 항목으로만 존재하여 발생한 필요를 해결하기 위해 연중 조정할 수 없었기 때문에 발생)로 인해 시청자들이 익숙해진 높은 제작 가치의 프로그램을 제작하기가 점점 더 어려워졌다.
1965년, 상업 및 교육 프로그램과 시청자 규모 간의 격차가 커지면서 카네기 뉴욕 법인은 교육 텔레비전 위원회에 미국 ETV 시스템에 대한 연구를 수행하고, 그 연구로부터 ETV에 대한 미래 조치를 위한 변경 및 권고 사항을 도출하도록 지시했다. 이 연구로부터 작성된 보고서는 약 2년 후에 출판되었고, 1967년 공공 방송법의 "촉매이자 모델"이 되었다.
1967년 공공 방송법을 통해, 주로 지역 사회 단체, 주 및 지방 정부 또는 대학이 운영하는 소규모 텔레비전 및 라디오 방송 사업자들은 더 넓은 범위의 시청자들에게 보여지고 들릴 수 있었으며, 새롭고 발전하는 방송 사업자들은 그들의 지식을 전국에 보여줄 수 있도록 장려되었다. 1967년 이전에는 상업 라디오와 텔레비전은 주로 주요 네트워크와 지역 방송 사업자들이 광고주를 유치하고 가능한 한 많은 이익을 얻기 위해 사용되었으며, 청중의 일반적인 복지에 대해서는 거의 또는 전혀 고려하지 않았다. 다만 하루에 몇 시간만 방영되는 뉴스 방송과, 미국 대중의 상당 부분이 종교 예배에 참석하는 일요일 아침과 같이 시청률이 낮은 시간대에 방영되는 공공 문제 프로그램은 예외였다. 소규모 방송국들은 프로그램 제작, 제대로 작동하는 장비, 신호 전송, 그리고 지역 사회 전체에 대한 홍보와 같은 문제에 대한 자금 부족으로 인해 큰 영향을 미치지 못했다. 이 법은 특정 방송 사업자들이 상업적 또는 정치적 이해관계에 의한 부당한 영향에 대한 두려움 없이 그들의 메시지, 때로는 인기가 없는 메시지까지도 전달하고, 경우에 따라서는 직접적으로 전달할 수 있는 창구를 제공했다. 케이블 텔레비전에 접근할 수 없는 사람들조차도 (이 법이 채택될 당시에는 먼 TV 신호를 명확하게 시청하기 위해 수신하고 증폭하는 매체였으며, 미국 전역에서 이용 가능하지 않았다. 최초의 케이블 전용 네트워크는 1972년 HBO와 함께 등장했다) 당시 빅 스리 텔레비전 네트워크에 대한 대체 시청 옵션으로 공영 텔레비전을 제공받았다. 1970년대 후반 이전에는 일부 대형 시장에만 독립 텔레비전 방송국이 있었다.
이 법안이 없었다면 오늘날의 많은 성인과 어린이들은 PBS의 잘 알려진 프로그램인 세서미 스트리트와 미스터 로저스의 이웃 없이 자랐을 것이다. 성인을 대상으로 한 다른 프로그램들은 일상적인 필요나 우려를 다루기 위한 정보를 제공한다. 자금 확보를 위해 방송국들은 개인 가정 기부를 유도하기 위한 특전과 상품을 제공하기 시작했지만, 이는 일반적으로 평소 시청하는 사람보다 더 많은 대중을 대상으로 했다. 이는 나중에, 특히 1970년대부터 정치적, 경제적 변화로 인해 연방 자금 지원이 줄어들면서 업계 일부에서 논란의 원인이 되었다.

## 개념

미국 공영 방송 협회 로고

공영 방송은 대중으로부터 자금의 일부 또는 전부를 받는 여러 뉴스 미디어를 포함한다. 주요 미디어는 라디오와 텔레비전으로 구성된다. 공영 방송은 CPB, PBS, 내셔널 퍼블릭 라디오와 같은 기관으로 구성되어 있으며, 이들은 서로 독립적이며 전국 각지의 지역 공영 텔레비전 및 라디오 방송국과도 독립적이다.
CPB는 연방 정부에 의해 설립되고 자금을 지원받았다; CPB는 어떠한 프로그램도 제작하거나 배포하지 않는다.
PBS는 1969년에 설립된 민간 비영리 법인으로, 미국의 공영 TV 방송국들, 즉 약 360개의 PBS 회원 방송국을 운영하며 50개 주, 푸에르토리코, 미국령 버진아일랜드, 괌 및 아메리칸사모아 전역에 서비스를 제공하는 비상업적, 교육적 면허 보유자들이 회원이다. 이 비영리 단체는 또한 매달 텔레비전을 통해 거의 1억 1,700만 명의 사람들에게, 온라인을 통해 거의 2,000만 명의 사람들에게 도달한다.
NPR은 전국적으로 회원 방송국과 지지자를 가진 멀티미디어 뉴스 조직이자 라디오 프로그램 제작사이다.

## 같이 보기
- 연방 통신 위원회
- 미국의 언론의 자유
- 행정명령 14290호